# Кубатьян, Григорий Степанович
Кубатьян, Григорий Степанович (род. 28 февраля 1977, Ленинград) — российский путешественник и журналист.

## Биография
Окончил Санкт-Петербургскую государственную инженерно-экономическую академию.
С 1994 года занимается журналистской деятельностью. С 2000 года — действительный член Русского географического общества.
Постоянный автор журналов «Эхо Планеты», «Geo», где публиковал серии репортажей о своих путешествиях, в том числе «Автостоп до Антарктиды» (текст издан как аудиокнига). Публиковался в журналах Discovery, «Отдых в России», газетах «Московский комсомолец», «Российская газета», «Комсомольская правда», «Моя семья».
Автор книг «Жизнь в дороге», «В Индию на велосипеде», «Великий африканский крюк», учебного пособия «Travel-журналистика», а также путеводителей «Австралия», «Венесуэла», «Мьянма», «Непал» (ИД «Комсомольская правда», серия «Путешествуй с удовольствием»). 
Участник экспедиции «Неизвестный мир». Посетил все континенты Земли. В 2020 году участвовал в этапе кругосветной экспедиции на паруснике «Паллада», во время которого судно не могло зайти ни в один из портов из-за карантина.

## Награды и премии
- 2024 — лауреат всероссийской литературной премии в области военной прозы и публицистики имени Максима Фомина (Владлена Татарского)[12];
- 2024 — лауреат Общероссийской литературной премии «Дальний Восток» им. В. К. Арсеньева в номинации «Короткая проза» (за произведение «Слово мужика. Старик и чудище»)[13].